# Freihof Sosa
Der Freihof in Sosa im sächsischen Erzgebirgskreis war ein ansehnliches und mit besonderen Freiheiten ausgestattetes Gut in zentraler Lage, dessen Lehnsfolge bis in das 19. Jahrhundert beim Lehnhof in Dresden lag. Der Nachfolgerbau wurde später als Gasthaus zum Freihof genutzt und dient jetzt Wohnzwecken.

## Geschichte

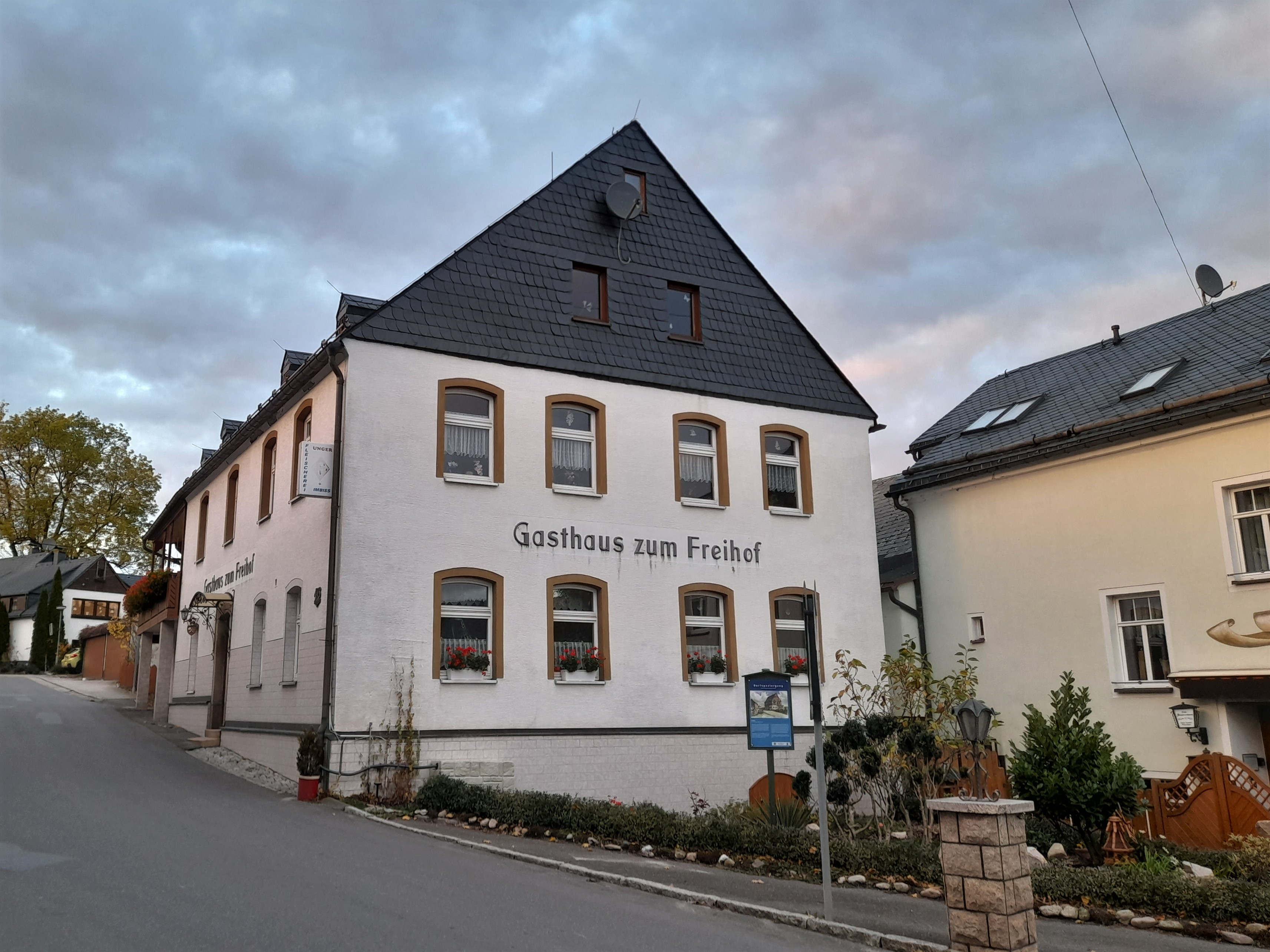
Gasthaus zum Freihof in Sosa

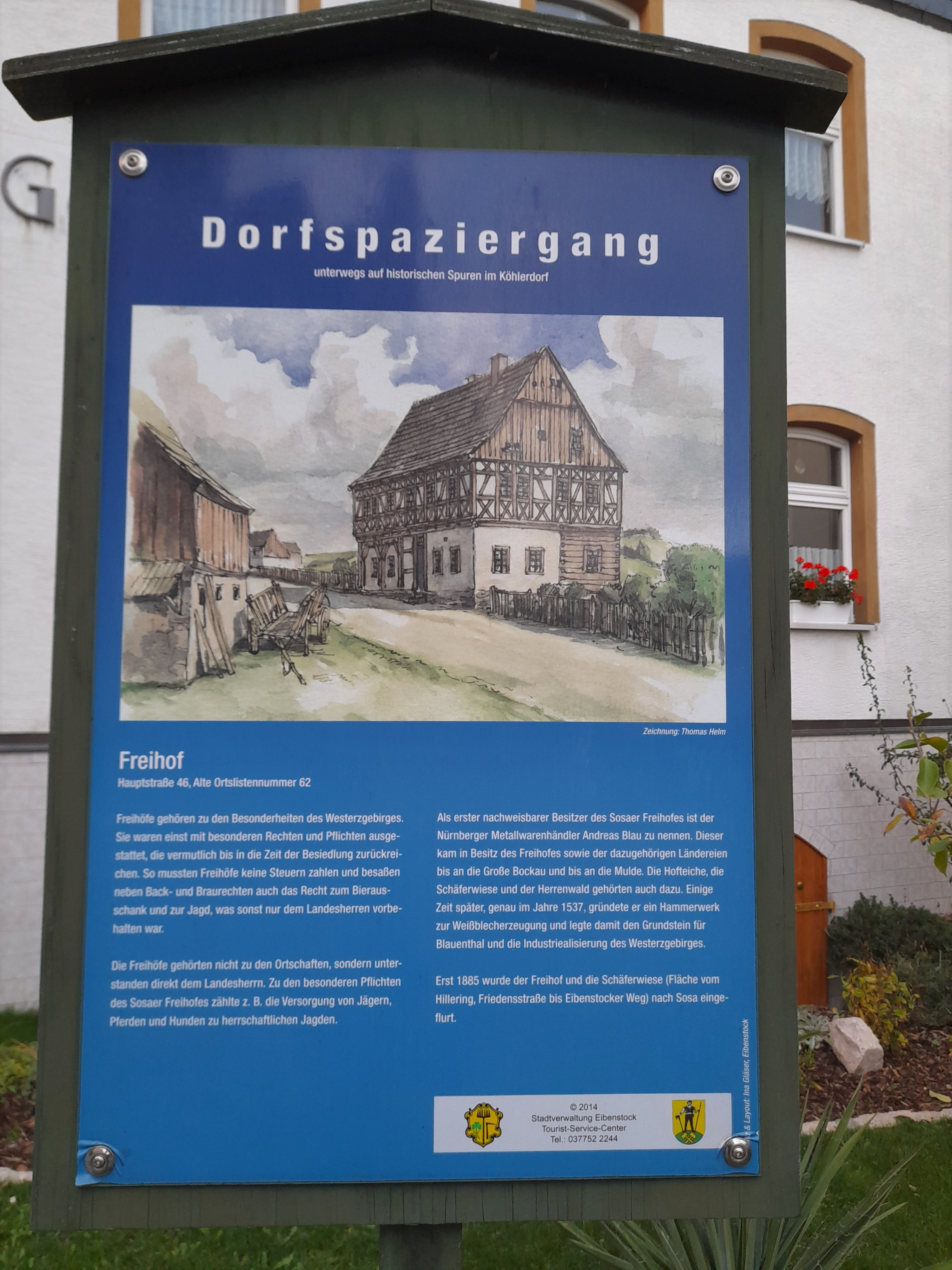
Dorfspaziergang Sosa, Infotafel Freihof

Der aus Nürnberg stammende Zinnhändler Andreas Blau ließ sich in Sosa bei Eibenstock nieder, wo er einen Freihof erwarb, als dessen Besitzer er laut August Schumann 1518 erwähnt wird. Nach anderen Angaben kam er erst 1530 nach Sosa und heiratete in den dortigen Freihof ein. Streit mit der „Neuen Gesellschaft des Blechhandels“ ließ Blau 1541 nach Nürnberg fliehen und den Freihof verkaufen. Nach zehn Jahren kehrte er wieder nach Sosa zurück. Sein gleichnamiger promovierter Sohn veräußerte 1561 den Freihof Sosa gemeinsam mit dem Hammerwerk Unterblauenthal, mit dem der Freihof in Sosa verbunden blieb. Bis zur Errichtung des Herrenhauses 1677 wohnten die Hammerherren von Unterblauenthal größtenteils im Freihof Sosa.  
Besitzer des Freihofes war 1572 der spätere Stadtrichter Franz Brehm in Schneeberg. Dann ging der Freihof an den aus Wunsiedel stammenden Hans Zobel in Schneeberg. Darauf folgten Hans Dietz 1578 und Georg Beck (von 1585 bis 1602). Nach dem Tod des Letzteren wurde  Jacob Seeling aus Schneeberg neuer Besitzer und nach dessen Tod Georg Sebastian Kleinhempel (1606–1650) und dessen Bruder Moritz Kleinhempel, die beiden Enkelsöhne von Jacob Kleinhempel. Nach dem Konkurs 1651 wurden die Siegels neue Besitzer, in deren Händen der Freihof in den folgenden Jahren verblieb. 1828 gehörte der Freihof den Erben von Heinrich Ludwig Hennig.